# Frédéric Delpla
Pour les articles homonymes, voir Delpla.
Frédéric Delpla, né le 9 novembre 1964 à Sarcelles, est un ancien épéiste français membre de l'équipe de France d'épée. Il remporta la médaille d'or olympique par équipes lors des Jeux olympiques d'été de 1988 à Séoul.

## Biographie
Frédéric Delpla est sélectionnée lors des Jeux olympiques de Séoul pour la compétition par équipes, où La France, composée de Olivier Lenglet, Éric Srecki, Philippe Riboud, Jean-Michel Henry et lui-même, remporte la médaille d'or. L'équipe de France remporte ses 2 matchs de poule, puis élimine la Hongrie en quart de finale sur le score de 8 victoires à 7. Lors du tour suivant, les Soviétiques s'inclinent 9 victoires à 5. Lors de la finale les opposant aux Allemands, les Français débutent par 5 victoires en autant de matchs et s'imposent finalement sur le score de 8 à 3. Frédéric Delpla déclarera plus tard que « l'or olympique, c'est le summum du summum lorsqu'on est escrimeur ».
En 1994, il participe à l'émission Fort Boyard.
Il termina sa carrière sur une 3e place en Coupe du Monde à Paris en 2003. 
Après avoir organisé les Masters à l'épée pendant 9 ans, Frédéric Delpla est chargé des partenariats sportifs avec les clubs de haut niveau pour le Conseil départemental des Hauts-de-Seine.
En 2018, Frédéric Delpla s'est également lancé dans la chanson,,.

## Palmarès
- 2 fois vainqueur de la Coupe d'Europe des clubs champions avec Levallois (1991/2001) ;
- 12 fois champion de France par équipe avec le Levallois Sporting Club et la VGA Saint Maur ;
- Médaille de bronze par équipe aux Championnats du Monde Universitaire (1991).

### Jeux olympiques
- Médaille d'or en épée par équipe aux Jeux olympiques d'été de 1988 à Séoul aux côtés de Olivier Lenglet, Jean-Michel Henry, Philippe Riboud et Éric Srecki

## Divers
Un gymnase porte son nom à Levallois-Perret.
Distinction : Chevalier dans l'Ordre National du Mérite